# Pierre Egasse Du Boulay
Pour les articles homonymes, voir Egasse du Boulay.
Pierre Egasse Du Boulay, frère puîné de César Egasse Du Boulay, professeur d'humanités au collège de Navarre, a publié : Gemmœpoetamm, pan prima, ex Ovidio Calullo, Properlio, Tibullo, 1662, in-12. Ce sont des pensées morales tirées de ces quatre poètes ; en regard est une traduction assez exacte, mais lâche et traînante, comme presque toutes celles de cette époque. L'auteur a dédié son livre au jeune Bailleul de Château-Gontier, son élève au collège de Navarre. Dans un avertissement ad professores academicos, il dit avoir composé cet ouvrage pour acquitter une dette de son frère, qui avait promis dans sa rhétorique (Spéculum eloquenliœ) un recueil de ce genre. 

« Si cette première partie est goûtée, dit-il dans sa préface, il en publiera une seconde, où il mettra à contribution les poètes d'un ordre plus élevé, Virgile, Horace, Juvénal, Perse. »

Il paraît qu'il s'en est tenu au premier recueil. Pierre Du Boulay, ainsi que son frère, occupa successivement presque toutes les charges dans la nation de France. Il en était censeur, lorsque Rémi Duret, prêtre, licencié en théologie, de la maison et société de Sorbonne, fut élu, le 26 octobre 1675, pour lui succéder. Les deux frères du Boulay s'opposèrent à cette élection, qui fut confirmée par sentence de toute la faculté des arts, le 31 octobre suivant. Pierre du Boulay n'ayant pas voulu s'y soumettre, ni remettre à Duret le livre du censeur, y fut condamné par sentence du Châtelet, 5 novembre, sous peine de saisie et vente de ses biens. Plutôt que de céder, il se laissa exécuter, le 15 novembre, au grand scandale de tous ses écoliers et du collège de Navarre. Enfin, comme on allait vendre tous ses meubles, à l'exception de son lit, il remit, le 22 novembre, le livre à l'huissier, qui y constata le 40e feuillet déchiré.
C'est en suite de ce fait et des abus que Duret remarqua dans ce livre et qu'il dénonça à la nation de France, qu'il fut chargé par elle, le 8 janvier 1676, de dresser le mémoire qui renferme des imputations de plusieurs sortes contre les frères du Boulay. Nous ne connaissons pas les résultats de ce procès, et, plus tard, l'université lui en intenta un autre, pour qu'il eut à rendre les originaux dont s'était servi son frère pour la composition de son histoire, et dont lui, Pierre du Boulay, demandait à l'université un honoraire pour les travaux de son frère : on décida que si César du Boulay avait fait son travail par l'autorisation de l'université, on en tiendrait compte à son frère son héritier, lorsque celui-ci aurait remis les pièces dont on réclamait la restitution. Elle eut lieu probablement, et Pierre du Boulay conserva la considération dont il jouissait dans la faculté des arts, puisqu'il fut élu recteur le 16 décembre 1686, et continua pendant trois ans, jusqu'au 16 décembre 1689, distinction extraordinaire à cette époque. Sa mort suivit peut-être de près, car on ne le voit plus paraître.

## Source
« Pierre Egasse Du Boulay », dans Louis-Gabriel Michaud, Biographie universelle ancienne et moderne : histoire par ordre alphabétique de la vie publique et privée de tous les hommes avec la collaboration de plus de 300 savants et littérateurs français ou étrangers, 2e édition, 1843-1865 [détail de l’édition]